# Четецуя (Димбовіца)
Четецуя (рум. Cetățuia) — село у повіті Димбовіца в Румунії. Входить до складу комуни Бербулецу.
Село розташоване на відстані 102 км на північний захід від Бухареста, 29 км на північний захід від Тирговіште, 149 км на північний схід від Крайови, 60 км на південний захід від Брашова.

## Населення
За даними перепису населення 2002 року у селі проживали 434 особи, усі — румуни. Усі жителі села рідною мовою назвали румунську.